# سلاوینگا
سلاوینگا (به صربی: Slavinja) یک منطقهٔ مسکونی در صربستان است که در ناحیه پیروت واقع شده‌است. سلاوینگا ۴۹ نفر جمعیت دارد.